# Nemesis (Schiff, 1881)
Die Nemesis war ein australisches Frachtschiff, dass am 9. Juli 1904 in schwerer See sank und erst 120 Jahre nach seinem Untergang aufgefunden und identifiziert werden konnte.

## Geschichte
Die Nemesis lief am 30. Dezember 1880 bei Thomas Turnbull & Son in Whitby in England vom Stapel. Eine Zweizylinder-Verbunddampfmaschine mit 120 PS von Blair & Co. in Stockton-on-Tees trieb einen Propeller an. Sie verfügte über einen ersten Zylinder mit einem Durchmesser von 0,76 Meter und einem zweiten von 1,40 Meter und einem Hub von 0,91 Meter. Am 1. Mai 1881 wurde die Nemesis in die Bucht von Port Phillip in Australien überführt und in Melbourne an den Besteller Huddart, Parker & Co übergeben.
Das Schiff war als Collier konstruiert und wurde zunächst zum küstennahen Transport von Steinkohle von Newcastle nach Melbourne eingesetzt. Später wurde sie jedoch zum Transport von Passagieren umgebaut und Anfang der 1890er Jahre während des Goldrausches in Coolgardie in Western Australia eingesetzt. Nach einigen Jahren wurde sie wieder umgerüstet und wieder zum Transport von Kohle und Koks zwischen Newcastle und Melbourne eingesetzt.
Am 8. Juli 1904 verließ die Nemesis mit Kohle beladen unter dem Kommando von Kapitän Alex Lusher den Hafen von Newcastle in Richtung Melbourne. Das Schiff kam in starken Südwind mit starkem Seegang. Auf Höhe der Stadt Wollongong wurde es von dem Schiff Marloo das letzte Mal gesichtet. Da man in der folgenden Nacht vor Port Hacking bei Sydney ein Schiff in Seenot und Signalraketen sah, vermutete man, dass das Schiff umgekehrt oder von dem starken Wind zurückgetrieben worden war. Nachdem das Schiff vermisst wurde, ging man davon aus, dass es gesunken war und alle 32 Besatzungsmitglieder mit in den Tod gerissen hatte. In den folgenden Wochen wurden die Leichen einiger Besatzungsmitglieder, ein Teil des Steuerrads, Türen und anderes Treibgut am Strand von Cronulla angespült und bestätigte so die Befürchtungen. Der Untergang erregte breites, öffentliches Interesse.
Der genaue Ort des Untergangs blieb über fast 120 Jahre ein Rätsel. Im Mai 2022 entdeckte das Bergungsunternehmen Subsea Professional Marine Services auf der Suche nach verlorengegangenen Containern ein Wrack etwa 26 Kilometer östlich von Port Kembla in 160 Meter Tiefe. Man meldete das Wrack an New South Wales Heritage. Experten der Behörde vermuteten sofort, dass es sich um die lange vermisste Nemesis handeln könnte, aber eine Identifizierung gestaltete sich schwierig, da das Wrack in großer Tiefe in einem Bereich mit starker Strömung liegt. Man beauftragte schließlich die Commonwealth Scientific and Industrial Research Organisation das Schiff näher zu untersuchen. Als sich das australische Forschungsschiff Investigator im September 2022 auf der Fahrt von Hobart nach Sydney befand, führte es Untersuchungen an dem Wrack durch. Man erstellte eine detaillierte, hochaufgelöste Karte des Wracks und des Meeresbodens mittels eines Kongsberg-Multibeam-Echolot. Außerdem untersuchte man es systematisch mit einem Unterwasserkamerasystem. Mit Hilfe dieser Daten konnten die Experten das Wrack als die Nemesis identifizieren. Vor allem der Vergleich mit historischen Plänen und die geladene Kohle trug zur Identifizierung bei. Als Unglücksursache vermutet man, dass die Maschine mit der Stärke des Sturms überfordert war. Als das Schiff von einer großen Welle getroffen wurde, kenterte es und ging so schnell unter, dass die Rettungsboote nicht mehr zu Wasser gelassen werden konnten.
Penny Sharpe, Ministerin für Kulturerbe in New South Wales, sagte hierzu, dass der Verbleib der Nemesis eines von Sydneys großen maritimen Rätsel war und von den Wrackforschern als „Heiliger Gral“ bezeichnet wurde. Das letzte Kapitel des Schiffs konnte nun geschrieben werden.